# Espanha nos Jogos Olímpicos de Verão de 2000
A Espanha participou dos Jogos Olímpicos de Verão de 2000 em Sydney, Austrália.